# 檜陽站
檜陽站（韓語：회양역）是朝鮮民主主義人民共和國两江道金亨稷郡月灘勞動者區的一個鐵路車站，属于北部内陆线。

## 历史
- 1988年8月3日，落成使用。

## 邻近车站
北部内陆线
月灘站 - 檜陽站 - 芦滩站